# Filadelfia (Costa Rica)
Filadelfia es el distrito primero y ciudad cabecera del cantón de Carrillo, en la provincia de Guanacaste, de Costa Rica.

## Toponimia
El nombre de Filadelfia se le dio en 1877 en homenaje al militar Filadelfo Soto.

## Historia
En el siglo XVIII un grupo de mestizos ladinos se asentó en la margen oeste del curso medio del río Tempisque, donde existía un bosquecillo de árboles denominado Sietecueros (Lonchocarpus costericensi), dando origen a la población de este distrito y a la ciudad cabecera del cantón.

## Ubicación
La ciudad de Filadelfia se encuentra a 34 km al sur de Liberia. Está a orillas del río Tempisque.

## Geografía
Filadelfia cuenta con un área de 125,24 km² y una altitud media de 17 m s. n. m.

## Demografía
Para el año 2022, Filadelfia cuenta con una población estimada de 8677 habitantes, y para el último censo efectuado, en 2011, Filadelfia contaba con una población de 7953 habitantes.

## Localidades
- Barrios: Bambú, Cinco Esquinas, Hollywood, La Cruz, Santa Lucía,
- Poblados: Ballena (parte), Corralillo, Guinea, Isleta (parte), Jocote, Juanilama, Moralito, Ojoche, San Francisco.

## Transporte

### Carreteras
Al distrito lo atraviesan las siguientes rutas nacionales de carretera:
- Ruta nacional 21
- Ruta nacional 920